# Eidoporismus pulchellus
Eidoporismus pulchellus (лат.) — вид насекомых из семейства Osmylidae, единственный в роде Eidoporismus и подсемействе Eidoporisminae. Распространён на территории австралийских штатов Квинсленд и Новый Южный Уэльс.

## Описание
Подсемейство Eidoporisminae близко к подсемействам Stenosmylinae и Porisminae: так же как у них жилка MP в переднем крыле ветвится дистально. От Stenosmylinae отличается более дистальным отхождением жилки MA от Rs, от Porisminae — наличием всего одной субкостальной жилки.